# مسکا
ماریا «موسکا» بابیتزین (زاده ۲۸ ژوئن ۱۹۵۲ در هلسینکی، فنلاند) یک خواننده فنلاندی است. ماسکا به همراه برادرش جورجیج «یکا» بابیتزین در مسابقه آواز یوروویژن ۱۹۷۴ شرکت کرد. در سال ۱۹۷۹ او دوباره به همراه برادرش کرکا بابیتزین و خواهر آنا بابیتزین در فینال ملی فنلاند شرکت کرد.

## آهنگ‌شناسی
1. ماسکا، ۱۹۷۳
2. این روز همان روز است در (امروز روز است)، ۱۹۷۷
3. صبر کن (نگه دار)، ۱۹۹۱
4. پسرهای بزرگ کوچولو (پسران بزرگ کوچک)، ۱۹۹۳
5. پاها سیلما (چشم شیطان)، ۲۰۰۱
6. به من وقت بده (به من کمی وقت بده)، ۲۰۰۶